# 第十四道門
《第十四道門》（英語：Coraline，中國大陸譯《鬼媽媽》）是一本中篇圖繪小說，由英國出生的作家尼爾·蓋曼所著，故事圍繞著在同名主角小女孩Coraline跟隨父母搬到新公寓後發生的怪事上。2009年改編成同名動畫電影。

## 故事大綱
主角卡洛琳與父母搬家到一個老式公寓，她對新環境的一切感到不悅，然而在晚上正要睡覺時，聽到老鼠的聲響，跟著老鼠到家中牆角的一個小門而巧合她穿過了家中牆角的小門，發現了一個異世界。所有在新家公寓的一切都有另一個版本。那個世界的父母溺愛她，只會和老鼠說話的怪異老人鄰居成了老鼠馬戲團團長，過氣明星姐妹老太婆成為特技演員。但是卡洛琳卻在一隻在新家徘徊的野貓幫助下發現這個世界其實是蜘蛛女妖的陷阱，在她之前已經有三個小孩成了犧牲者。最後經歷冒險釋放三位受害者的靈魂後，卡洛琳打敗了假媽媽，也對真實世界有了興趣。